# Ron van den Hout
Cornelius Franciscus Maria (Ron) van den Hout, né le 11 novembre 1964 à Tilbourg aux Pays-Bas, est un ecclésiastique catholique néerlandais, évêque de Ruremonde depuis le 21 juin 2024.

## Biographie
Ron van den Hout est l'aîné d'une famille de trois enfants et a grandi à Diessen. Ses parents viennent du monde paysan et son père est mécanicien automobile. Lorsqu'il est enfant, il travaille régulièrement dans l'entreprise d'horticulture de son oncle, ce qui a suscité son intérêt pour le monde agricole. Après le lycée, il a donc suivi le programme d’études horticoles de l'école supérieure d'agriculture de Bois-le-Duc. Au bout d'un moment, cependant, il se sent appelé à la prêtrise. Lorsque le diocèse de Bois-le-Duc rétablit un séminaire diocésain en 1987 (Sint-Janscentrum), Ron van den Hout y entre pour y étudier la philosophie et la théologie. Il est ordonné prêtre, le 5 juin 1993, et effectue son travail pastoral à Helmond.
En 1994, Ron van den Hout se rend à Rome poursuivre ses études, dans l'exégèse de l'Ancien Testament à l'Université pontificale grégorienne. En 1997, il y obtient une licence en théologie biblique. Il est ensuite retourné aux Pays-Bas, où il travaille comme vicaire à Tilbourg, puis comme curé à Drunen-Elshout. Parallèlement, il enseigne la théologie au Sint-Janscentrum, à Ruremonde et à Bréda. En 2009, il est nommé doyen du doyenné de Heusden-Waalwijk-Zaltbommel. En 2012, il est nommé vicaire général du diocèse de Bois-le-Duc, succédant à Mgr Jan Liesen, nommé évêque de Breda.
Ron van den Hout obtient son doctorat en 2009 à l'université de Nimègue, grâce à une thèse sur le prophète Zacharie[Lequel ?].
Le 1er avril 2017, Ron van den Hout est nommé par le pape François évêque de Groningue-Leeuwarden, diocèse particulièrement touché par la montée de l'athéisme hédoniste et l'essor de l'islam. Sa consécration épiscopale par le cardinal Eijk a eu lieu le 3 juin 2017. Il succède à Mgr Gerard de Korte. Il choisit comme devise épiscopale In exilio spes, le thème de l'exil lui étant cher.